# 顧光祖
顧光祖（1568年—1645年），字耀之，號纯武，山東東昌府聊城县，平山衛人，明朝、南明政治人物。

## 生平
萬曆三十四年（1606年）舉人，天啟二年（1622年）成進士，授行人，負責冊封瑞王朱常浩、惠王朱常潤及桂王朱常瀛；轉工科給事中，督理北京的廠庫及建設陵墓物資，日以繼夜釐剔。他對民兵立誓：「我自命生平清白直，不收受人民任何東西。你們的工價銀餉，動輒需要五六萬、八九萬，我必不敢多發引致乏匱，也必不敢少發延緩病弱兵民，絕對不會如以前等候多年也得不到十分一。」魏國公徐弘基有事請託顧光祖，他嚴厲地說：「為朝廷效力矢在公正審慎，怎能接受暗中賄賂？」立刻糾察徐弘基，崇禎帝最初考慮重懲，但顧念魏國公是勳舊改為罰俸一年。徐弘基恨之不已，買通宦官誣陷其誤收鉛銀，降為光祿寺丞，再陞尚寶司卿。其建言多獲採納，得准告老回鄉。北京淪陷，他在家鄉起兵；弘光帝繼位，召任太僕少卿，陞太常寺卿，轉大理寺卿。卒年七十八。